# ای‌اوال

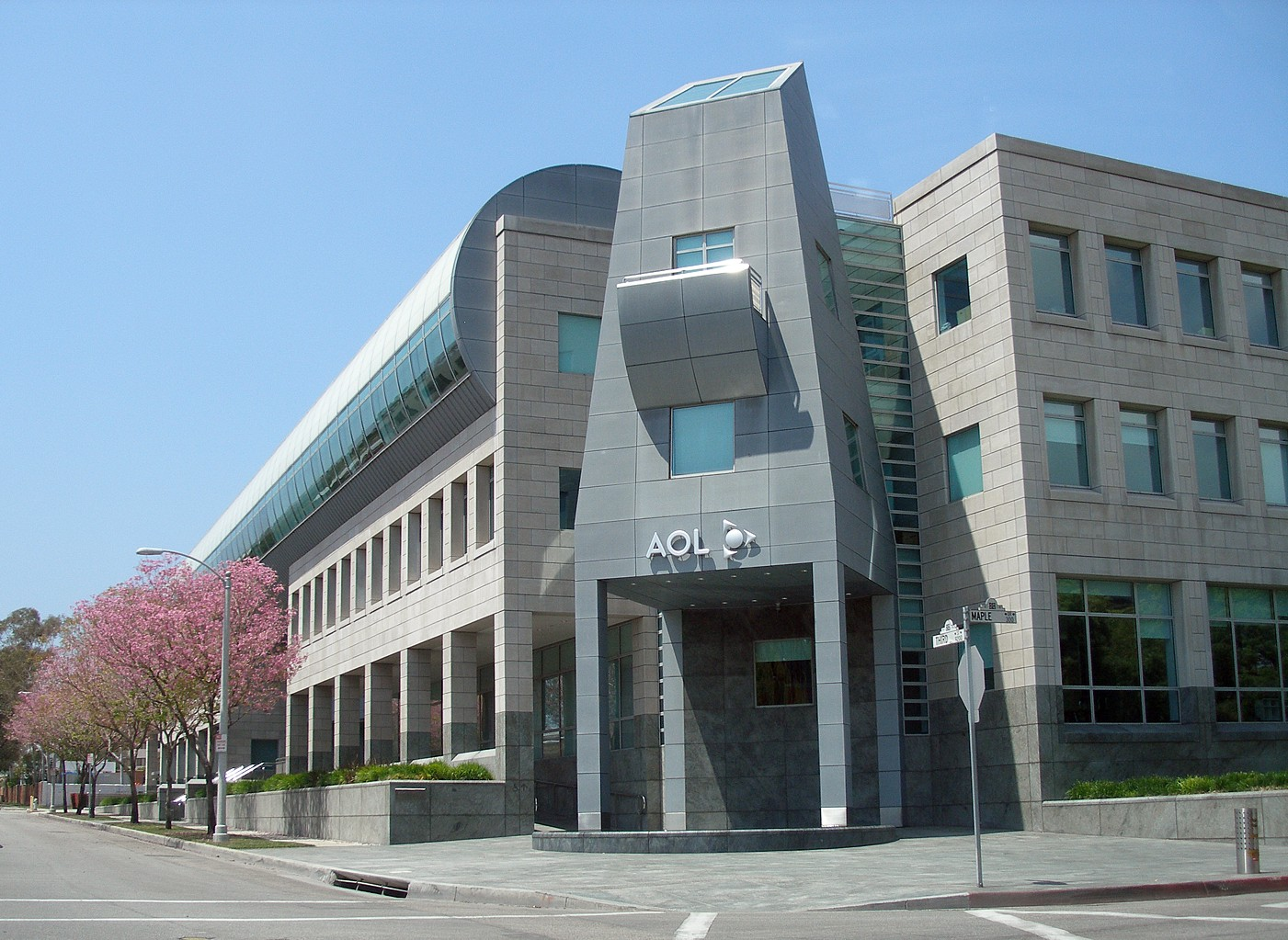
دفتر بِوِرلی هیلز

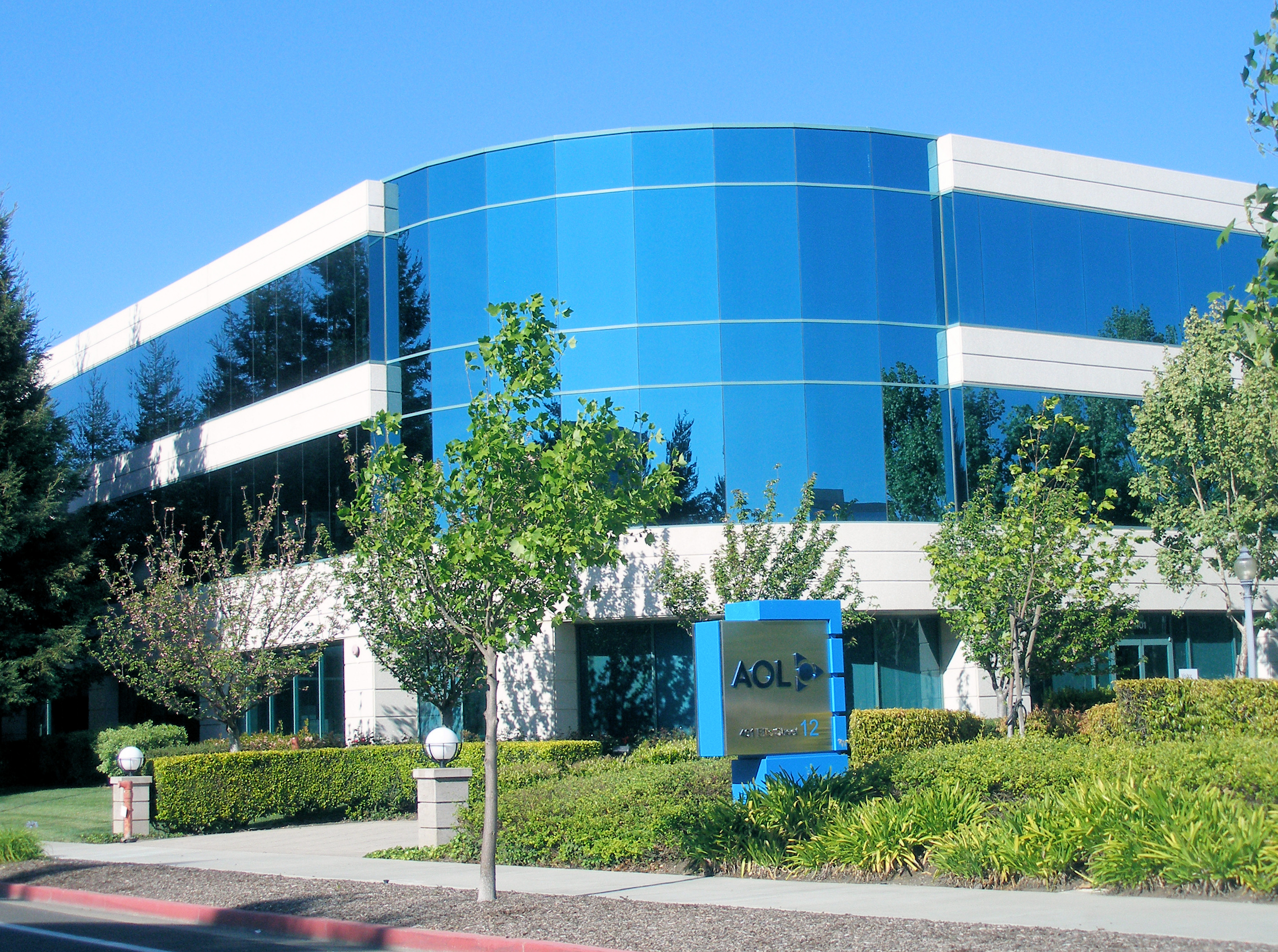
دفتر سیلیکون ولی

اِی‌اواِل اینک (به انگلیسی: AOL Inc.) یا اِی‌اواِل که بیشتر با نام «آمریکا آنلاین» شهرت دارد. یک شرکت آمریکایی سرویس‌دهندهٔ اینترنتی و رسانه‌ای است. دفتر اِی‌اواِل در خیابان برادوی شماره ۷۷۰ در نیویورک قرار دارد. شرکت اِی‌اواِل در سال ۱۹۸۳ تأسیس شده‌است.
اِی‌اواِل تاکنون ۵۸ شرکت فناوری را خریداری کرده‌است که از این میان می‌توان به شرکت نت اسکیپ و وب‌گاه تک کرانچ و خبرگزاری هافینگتون پست اشاره نمود.
این شرکت در ۱۲ مهٔ ۲۰۱۵ توسط ورایزن کامیونیکیشنز به مبلغ ۴٫۴ میلیارد دلار خریداری شد.

## سرویس‌ها
- انگجت
- اتوبلاگ
- تک کرانچ
- ابوت دات می